# Ilha Ukerewe

A Ilha Ukerewe é uma ilha na parte sudeste do Lago Vitória, Tanzânia. É a maior ilha lacustre de África, e a sétima maior ilha lacustre do mundo, com uma área de 530 km². Fica situada 45 km a norte da cidade de Mwanza, e existe uma ligação por ferry entre os dois pontos.
Ukerewe tem uma grande população de africanos albinos. Muitos dos primeiros a viver na ilha foram abandonados pelas próprias famílias quando eram crianças. Mesmo em alta percentagem entre a população, são mesmo assim, e tal como no resto de África, uma minoria discriminada.

## Galeria

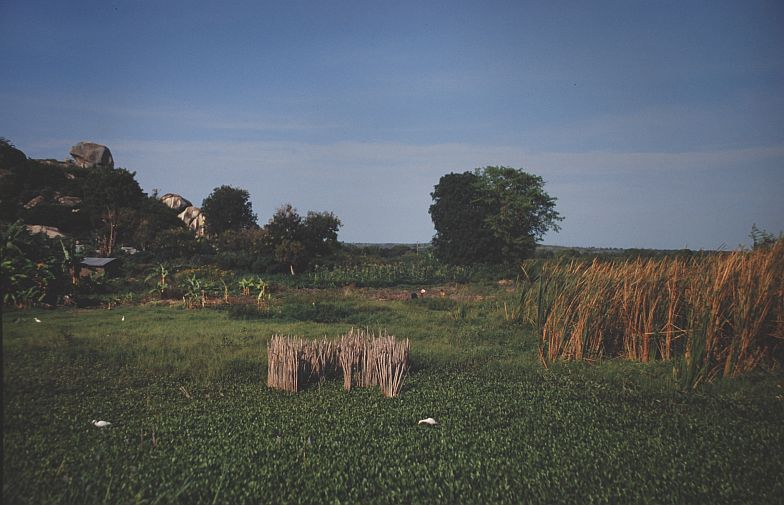
Terras costeiras, Ukerewe, Tanzânia

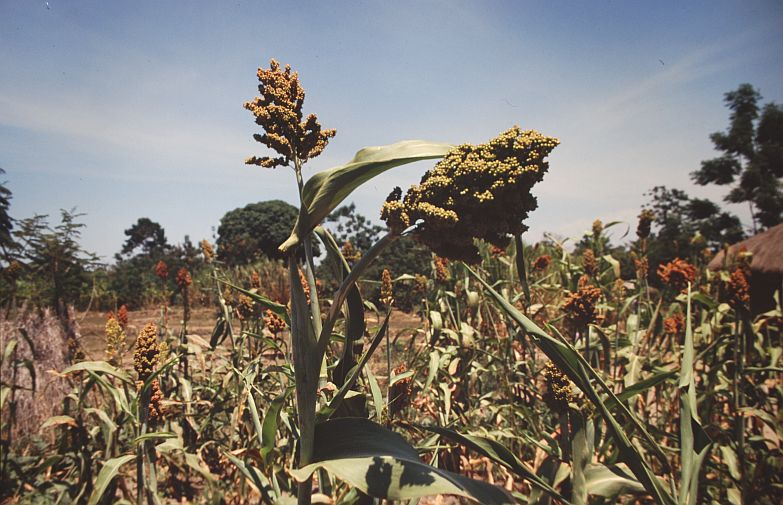
Campo de sorgo, Ukerewe, Tanzânia